# Creeper

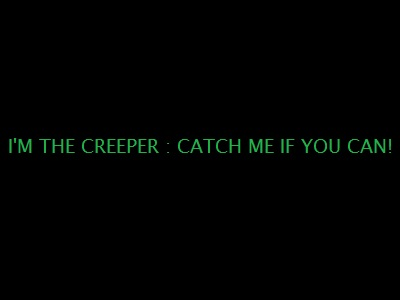
Реконструкция текста, отображаемого вирусом CREEPER.

CREEPER — демонстрационная самоперемещающаяся программа, которая была написана в начале 1970-х (предположительно 1973) сотрудником компании BBN (Bolt Beranek and Newman) Бобом Томасом (Bob Thomas) для подсистемы RSEXEC (его же авторства) операционной системы Tenex, отвечающей за удалённое исполнение программ в компьютерной сети. CREEPER не был ни вирусом, ни червём, а самоперемещающейся программой, то есть, когда на удалённом компьютере запускалась новая копия CREEPER, предыдущая копия прекращала свою работу. Предположительно, CREEPER выводил на терминал (либо печатал на АЦП) сообщение «I’M THE CREEPER… CATCH ME IF YOU CAN». Позже ещё одним сотрудником BBN Рэем Томлинсоном была написана программа REAPER, которая точно так же перемещалась по сети, и, в случае обнаружения действующего CREEPER’а, прекращала его выполнение.
Часто упоминаемого в литературе «массового заражения ARPAnet» никогда в действительности не происходило.

## Влияние на культуру
Конфликт между Creeper и Reaper вдохновил на создание игры для программистов Бой в памяти. Reaper проявился в аниме Digimon Tamers и компьютерной игре Digital: A Love Story.